# 4 Way Street
4 Way Street es el primer álbum en directo del grupo Crosby, Stills, Nash & Young, publicado por la compañía discográfica Atlantic Records en abril de 1971. El álbum, que incluyó grabaciones de conciertos ofrecidos en el Fillmore East de Nueva York, The Forum de Los Ángeles y The Chicago Auditorium de Chicago entre los días 2 de junio y 5 de julio de 1970, alcanzó el primer puesto en la lista estadounidense Billboard 200 y fue certificado disco de oro por la RIAA. 

## Historia
4 Way Street contiene material previamente disponible en su versión de estudio, tanto de los dos primeros discos del grupo como de trabajos individuales de sus cuatro miembros, a excepción cuatro temas: dos de Graham Nash, «Chicago», posteriormente publicada en el álbum Songs for Begginers, y «Right Between the Eyes»; así como dos canciones de David Crosby, «The Lee Shore» y «Triad», un tema grabado por Jefferson Airplane en Crown of Creation (1968) y por The Byrds en una versión que permaneció inédita hasta el lanzamiento del recopilatorio Never Before. 
En el momento de la grabación del álbum, las tensiones entre los miembros de CSNY eran altas, con sus peleas en los vestuarios convirtiéndose en una leyenda del rock, mencionadas incluso por Frank Zappa en el álbum Fillmore East - June 1971. Las tensiones llevaron a la disolución de CSNY pocos meses antes del lanzamiento de 4 Way Street, El grupo, sin Young, no volvió a publicar nuevo material hasta el lanzamiento de CSN en 1977.
El álbum llegó al primer puesto de la lista Billboard 200 tras su publicación, y obtuvo reseñas positivas de medios como Rolling Stone, donde fue definido como «su mejor álbum hasta la fecha».
En junio de 1992, 4 Way Street fue publicado en disco compacto en una versión ampliada que incluyó cuatro actuaciones de cada miembro del grupo en un set acústico en solitario durante los conciertos. Young interpretó un popurrí de tres canciones de sus dos primeros álbumes de estudio; Stills incluyó «Black Queen», de su álbum epónimo; Crosby contribuyó con una versión de «Laughing», de su álbum If I Could Only Remember My Name; y Nash interpretó «King Midas in Reverse», un sencillo de The Hollies.

## Lista de canciones
| Cara A |                         |                |          |  |
| N.º    | Título                  | Escritor(es)   | Duración |  |
| 1.     | «Suite: Judy Blue Eyes» | Stephen Stills | 0:33     |  |
| 2.     | «On the Way Home»       | Neil Young     | 3:19     |  |
| 3.     | «Teach Your Children»   | Graham Nash    | 2:46     |  |
| 4.     | «Triad»                 | David Crosby   | 5:07     |  |
| 5.     | «The Lee Shore»         | David Crosby   | 4:14     |  |
| 6.     | «Chicago»               | Graham Nash    | 3:03     |  |

| Cara B |                                                              |                |          |  |
| N.º    | Título                                                       | Escritor(es)   | Duración |  |
| 1.     | «Right Between the Eyes»                                     | Graham Nash    | 2:19     |  |
| 2.     | «Cowgirl in the Sand»                                        | Neil Young     | 3:50     |  |
| 3.     | «Don't Let It Bring You Down»                                | Neil Young     | 2:35     |  |
| 4.     | «Medley: 49 Bye-Byes/For What It's Worth/America's Children» | Stephen Stills | 4:07     |  |
| 5.     | «Love the One You're With»                                   | Stephen Stills | 2:57     |  |

| Cara C |                  |              |          |  |
| N.º    | Título           | Escritor(es) | Duración |  |
| 1.     | «Pre-Road Downs» | Graham Nash  | 2:48     |  |
| 2.     | «Long Time Gone» | David Crosby | 5:33     |  |
| 3.     | «Southern Man»   | Neil Young   | 13:15    |  |

| Cara D |                            |                |          |  |
| N.º    | Título                     | Escritor(es)   | Duración |  |
| 1.     | «Ohio»                     | Neil Young     | 3:24     |  |
| 2.     | «Carry On»                 | Stephen Stills | 13:06    |  |
| 3.     | «Find the Cost of Freedom» | Stephen Stills | 2:16     |  |

| Bonus tracks (reedición de 1992) |                                                     |                                       |          |  |
| N.º                              | Título                                              | Escritor(es)                          | Duración |  |
| 12.                              | «King Midas In Reverse»                             | Allan Clarke, Tony Hicks, Graham Nash | 3:43     |  |
| 13.                              | «Laughing»                                          | David Crosby                          | 3:36     |  |
| 14.                              | «Black Queen»                                       | Stephen Stills                        | 6:45     |  |
| 15.                              | «Medley: The Loner/Cinnamon Girl/Down by the River» | Neil Young                            | 9:41     |  |

## Personal
Músicos
- David Crosby: guitarra y voz
- Stephen Stills: voz, guitarra y teclados
- Graham Nash: voz, guitarra y teclados
- Neil Young: voz, guitarra, armónica y teclados
- Calvin "Fuzzy" Samuels: bajo
- Johnny Barbata: batería

Equipo técnico
- Crosby, Stills, Nash & Young: producción musical
- Bill Halverson: ingeniero de sonido
- Gary Burden: dirección artística, diseño y fotografía
- Joel Bernstein: fotografía
- Henry Diltz: fotografía
- Joe Gastwirt: remasterización digital

## Posición en listas
| País           | Lista                 | Posición |
| -------------- | --------------------- | -------- |
| Estados Unidos | Billboard 200         | 1        |
| Noruega        | VG-lista Albums Chart | 8        |
| Países Bajos   | Mega Album Top 100    | 3        |

## Certificaciones
| Fecha                   | País           | Organismo certificador | Certificación | Ventas certificadas |
| ----------------------- | -------------- | ---------------------- | ------------- | ------------------- |
| 18 de diciembre de 1992 | Estados Unidos | RIAA                   | Platino (x4)  | 4 000 000           |